# Stehags kyrka
Stehags kyrka är en kyrkobyggnad i Stehags kyrkby utanför tätorten Stehag. Den tillhör Östra Onsjö församling i Lunds stift.

## Kyrkobyggnaden

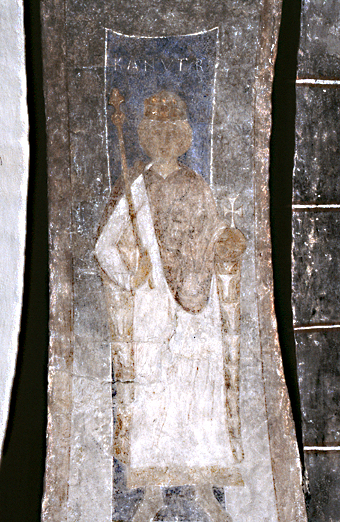
Samtida målning av kung Knut VI.

Kyrkan byggdes under mitten av 1100-talet och den var troligtvis vigd åt S:t Dionysius. I korbågen finns unika samtida målningar av ärkebiskop Absalon och kung Knut VI. Under slutet av 1200-talet eller början på 1300-talet slogs valvet i koret. Ytterligare valv slogs sedan i långhuset. Under 1500-talets början revs absiden och den nuvarande sakristian uppfördes. Under samma tid byggdes vapenhuset i anslutning till den södra portalen. Omkring år 1725 förlängdes kyrkan åt väster.
Under 1800-talet genomgick kyrkan flera ombyggnader. Coyetska gravkoret tillkom 1803 och används numera som bårrum. 1848 påbyggdes vapenhuset med ett klocktorn. Kyrkklockan, som tidigare fanns i en klockstapel, flyttades till det nybyggda tornet. Ännu en kyrkklocka har kommit till sedan dess. Nykyrkan på norrsidan tillbyggdes 1853.

## Inventarier
Dopfunten härstammar från medeltiden och tillverkades troligen av Mårten Stenmästare. Ett ovanpåliggande mässingsfat tillverkades på 1500-talet.

### Orgel
- 1927 byggde A. Mårtenssons Orgelfabrik AB, Lund en orgel med 8 stämmor.
- Den nuvarande orgeln byggdes 1958 av Jens Zachariassen, Danmark och är en mekanisk orgel.

| Manual I      | Manual II     | Pedal          | Koppel |
| Principal 8'  | Gedackt 8´    | Subbas 16´     | I/P    |
| Salicional 8' | Principal 4'  | Gedacktbas 8'  | II/P   |
| Oktava 4'     | Blockflöjt 4' | Koralbas 4'    | II/I   |
| Rörflöjt 4'   | Kvintadena 2' | Nachthorn 2'   |        |
| Oktava 2'     | Sifflöjt 1'   | Kornett 2 chor |        |
| Mixtur 3 chor |               |                |        |